# Джошуа Герреро
Джошуа Герреро (англ. Joshua Guerrero; нар. 19 березня 1983, Лас-Вегас, США) — американський оперний співак (тенор). 

## Життєпис
Джошуа Герреро народився 19 березня 1983 року в Лас-Вегасі. У 2012 році закінчив Університет Каліфорнії в Лос-Анджелесі. 

## Нагороди
- Конкурс «Опералія»: II премія та  CulturArte Prize (2014)[3]
- Нагорода "Греммі": найкращий оперний запис (2017)[4]